# مسابقات فرمول یک فصل ۱۹۵۴
مسابقات فرمول یک فصل ۱۹۵۴ در سال ۱۹۵۴ میلادی برگزار شد. در این مسابقات جان مانوئل فانجیو (به انگلیسی: Juan Manuel Fangio) از تیم مرسدس - مازراتی و با خودروی مرسدس - مازراتی به قهرمانی رسید وی که در آغاز مسابقه در خط ۵ قرار داشت، بهترین زمان خود را در دور ۳ به دست آورد و در مجموع صاحب ۴۲ امتیاز شد.